# 蝙蝠花
蝙蝠花（学名：Tacca chantieri）为蒟蒻薯科蒟蒻薯屬下的一个种。

## 扩展阅读
- 維基物種上的相關：蝙蝠花